# Castelo Branco (formatge)
El formatge Castelo Branco (Queijo de Castelo Branco) procedeix de Castelo Branco regió de Portugal. S'elabora amb llet d'ovella i té una textura suau. Aquest formatge tarda vora quaranta dies per madurar. El contingut gras és del 45% i el color és molt proper a blanc.
Des de 1996 el formatge Castelo Branco ha tingut una denominació d'origen protegida (DOP), sent un dels tres formatges Beira Baixa (Queijos da Beira Baixa).
El Castelo Branco és un formatge de gust i aroma intensos, és de color groc i la pasta és uniforme i una mica greixosa al tacte. És recomanable de servir-lo al final dels àpats (amb una mica de fruita) o com a aperitiu.